# Tour d'Iran - Azerbaïdjan 2015
La 30e édition du Tour d'Iran - Azerbaïdjan a eu lieu du 28 mai au 2 juin 2015. La course fait partie du calendrier UCI Asia Tour 2015 en catégorie 2.1.
L'épreuve a été remportée par l'Iranien Samad Poor Seiedi (Tabriz Petrochemical), vainqueur de la cinquième étape, devant deux de ses compatriotes appartenant à l'équipe Pishgaman Giant à savoir Rahim Ememi qui termine à trois minutes et 57 secondes et Ramin Mehrabani qui finit à quatre minutes et vingt secondes.
L'Iranien Hossein Askari (Pishgaman Giant), lauréat de la quatrième étape, s'adjuge le classement par points tandis que le vainqueur de la deuxième étape, son compatriote Saeid Safarzadeh (Tabriz Shahrdari), gagne celui de la montagne. Poor Seiedi finit logiquement meilleur coureur asiatique et la formation iranienne Tabriz Petrochemical meilleure équipe.

## Présentation

### Équipes
Classé en catégorie 2.1 de l'UCI Asia Tour, le Tour d'Iran - Azerbaïdjan est par conséquent ouvert aux WorldTeams dans la limite de 50 % des équipes participantes, aux équipes continentales professionnelles, aux équipes continentales et aux équipes nationales.
Dix-huit équipes participent à ce Tour d'Iran - Azerbaïdjan - treize équipes continentales et cinq équipes nationales :
| Équipes continentales               | Équipes continentales | Équipes continentales |
| Nom de l'équipe                     | Pays                  | Code                  |
| ----------------------------------- | --------------------- | --------------------- |
| AC Sparta Praha                     | Tchéquie              | ASP                   |
| CCN                                 | Laos                  | CCN                   |
| Lvshan Landscape                    | Chine                 | LSL                   |
| National Sports Council of Malaysia | Malaisie              | NSC                   |
| Navitas Satalyst Racing             | Australie             | NSR                   |
| Pishgaman Giant                     | Iran                  | PKY                   |
| Search2retain-Health.com.au         | Australie             | STR                   |
| Sepahan                             | Iran                  | PTS                   |
| Tabriz Petrochemical                | Iran                  | TPT                   |
| Tabriz Shahrdari                    | Iran                  | TST                   |
| Terengganu                          | Malaisie              | TSG                   |
| Torku Şekerspor                     | Turquie               | TRK                   |
| Vino 4-ever                         | Kazakhstan            | V4E                   |

| Équipes nationales           | Équipes nationales | Équipes nationales |
| Nom de l'équipe              | Pays               | Code               |
| ---------------------------- | ------------------ | ------------------ |
| Équipe nationale d'Arménie   | Arménie            | ARM                |
| Équipe nationale de Géorgie  | Géorgie            | GEO                |
| Équipe nationale d'Iran      | Iran               | IRI                |
| Équipe nationale de Mongolie | Mongolie           | MGL                |
| Équipe nationale de Syrie    | Syrie              | SYR                |

## Étapes
| Étape     | Date      | Villes étapes            |                   | Distance (km) | Vainqueur d’étape      | Leader du classement général |
| --------- | --------- | ------------------------ | ----------------- | ------------- | ---------------------- | ---------------------------- |
| 1re étape | 28 mai    | Tabriz - Mechguine-Chahr | Étape vallonnée   | 163,8         | Aleksandr Chouchemoïne | Aleksandr Chouchemoïne       |
| 2e étape  | 29 mai    | Sareyn - Tabriz          | Étape vallonnée   | 188,2         | Saeid Safarzadeh       | Aleksandr Chouchemoïne       |
| 3e étape  | 30 mai    | Tabriz - Ourmia          | Étape de plaine   | 144,4         | İsmail Akşoy           | Aleksandr Chouchemoïne       |
| 4e étape  | 31 mai    | Ourmia - Aras (en)       | Étape vallonnée   | 208,4         | Hossein Askari         | Hossein Askari               |
| 5e étape  | 1er avril | Aras (en) - Aynalou      | Étape de montagne | 150           | Samad Poor Seiedi      | Samad Poor Seiedi            |
| 6e étape  | 2 avril   | Tabriz - Tabriz          | Étape de plaine   | 114           | Theodore Yates         | Samad Poor Seiedi            |

## Déroulement de la course

### 1reétape
| Classement de l'étape | Classement de l'étape  | Classement de l'étape | Classement de l'étape | Classement de l'étape |
|                       | Coureur                | Pays                  | Équipe                | Temps                 |
| --------------------- | ---------------------- | --------------------- | --------------------- | --------------------- |
| 1er                   | Aleksandr Chouchemoïne | Kazakhstan            | Vino 4-ever           | en 3 h 27 min 25 s    |
| 2e                    | Samad Poor Seiedi      | Iran                  | Tabriz Petrochemical  | + 41 s                |
| 3e                    | Hossein Askari         | Iran                  | Pishgaman Giant       | + 41 s                |
| 4e                    | Khalil Khorshid        | Iran                  | Tabriz Shahrdari      | + 41 s                |
| 5e                    | Rahim Ememi            | Iran                  | Pishgaman Giant       | + 41 s                |
| 6e                    | Ghader Mizbani         | Iran                  | Tabriz Petrochemical  | + 44 s                |
| 7e                    | Mahdi Sohrabi          | Iran                  | Tabriz Petrochemical  | + 1 min 5 s           |
| 8e                    | Amir Zargari           | Iran                  | Pishgaman Giant       | + 1 min 6 s           |
| 9e                    | Behnam Maleki          | Iran                  | Tabriz Petrochemical  | + 1 min 7 s           |
| 10e                   | Ramin Mehrabani        | Iran                  | Pishgaman Giant       | + 1 min 7 s           |
| modifier              |                        |                       |                       |                       |

| Classement général | Classement général     | Classement général | Classement général   | Classement général |
|                    | Coureur                | Pays               | Équipe               | Temps              |
| ------------------ | ---------------------- | ------------------ | -------------------- | ------------------ |
| 1er                | Aleksandr Chouchemoïne | Kazakhstan         | Vino 4-ever          | en 3 h 27 min 12 s |
| 2e                 | Samad Poor Seiedi      | Iran               | Tabriz Petrochemical | + 48 s             |
| 3e                 | Hossein Askari         | Iran               | Pishgaman Giant      | + 50 s             |
| 4e                 | Khalil Khorshid        | Iran               | Tabriz Shahrdari     | + 54 s             |
| 5e                 | Rahim Ememi            | Iran               | Pishgaman Giant      | + 54 s             |
| 6e                 | Ghader Mizbani         | Iran               | Tabriz Petrochemical | + 57 s             |
| 7e                 | Mahdi Sohrabi          | Iran               | Tabriz Petrochemical | + 1 min 18 s       |
| 8e                 | Amir Zargari           | Iran               | Pishgaman Giant      | + 1 min 19 s       |
| 9e                 | Ramin Mehrabani        | Iran               | Pishgaman Giant      | + 1 min 20 s       |
| 10e                | Amir Kolahdozhagh      | Iran               | Tabriz Petrochemical | + 1 min 20 s       |
| modifier           |                        |                    |                      |                    |

### 2eétape
| Classement de l'étape | Classement de l'étape | Classement de l'étape | Classement de l'étape       | Classement de l'étape |
|                       | Coureur               | Pays                  | Équipe                      | Temps                 |
| --------------------- | --------------------- | --------------------- | --------------------------- | --------------------- |
| 1er                   | Saeid Safarzadeh      | Iran                  | Tabriz Shahrdari            | en 5 h 35 min 52 s    |
| 2e                    | Mahdi Sohrabi         | Iran                  | Tabriz Petrochemical        | + 5 s                 |
| 3e                    | Hossein Nateghi       | Iran                  | Sepahan                     | + 5 s                 |
| 4e                    | Samad Poor Seiedi     | Iran                  | Tabriz Petrochemical        | + 5 s                 |
| 5e                    | Alistair Donohoe      | Australie             | Search2retain-Health.com.au | + 5 s                 |
| 6e                    | Amir Zargari          | Iran                  | Pishgaman Giant             | + 5 s                 |
| 7e                    | Hossein Askari        | Iran                  | Pishgaman Giant             | + 5 s                 |
| 8e                    | Miraç Kal             | Turquie               | Torku Şekerspor             | + 5 s                 |
| 9e                    | Khalil Khorshid       | Iran                  | Tabriz Shahrdari            | + 5 s                 |
| 10e                   | Rahim Ememi           | Iran                  | Pishgaman Giant             | + 5 s                 |
| modifier              |                       |                       |                             |                       |

| Classement général | Classement général     | Classement général | Classement général   | Classement général |
|                    | Coureur                | Pays               | Équipe               | Temps              |
| ------------------ | ---------------------- | ------------------ | -------------------- | ------------------ |
| 1er                | Aleksandr Chouchemoïne | Kazakhstan         | Vino 4-ever          | en 9 h 3 min 9 s   |
| 2e                 | Hossein Askari         | Iran               | Pishgaman Giant      | + 47 s             |
| 3e                 | Samad Poor Seiedi      | Iran               | Tabriz Petrochemical | + 48 s             |
| 4e                 | Rahim Ememi            | Iran               | Pishgaman Giant      | + 52 s             |
| 5e                 | Khalil Khorshid        | Iran               | Tabriz Shahrdari     | + 54 s             |
| 6e                 | Ghader Mizbani         | Iran               | Tabriz Petrochemical | + 57 s             |
| 7e                 | Mahdi Sohrabi          | Iran               | Tabriz Petrochemical | + 1 min 12 s       |
| 8e                 | Amir Zargari           | Iran               | Pishgaman Giant      | + 1 min 19 s       |
| 9e                 | Arvin Moazemi          | Iran               | Pishgaman Giant      | + 1 min 19 s       |
| 10e                | Ramin Mehrabani        | Iran               | Pishgaman Giant      | + 1 min 20 s       |
| modifier           |                        |                    |                      |                    |

### 3eétape
| Classement de l'étape | Classement de l'étape   | Classement de l'étape | Classement de l'étape               | Classement de l'étape |
|                       | Coureur                 | Pays                  | Équipe                              | Temps                 |
| --------------------- | ----------------------- | --------------------- | ----------------------------------- | --------------------- |
| 1er                   | İsmail Akşoy            | Turquie               | Torku Şekerspor                     | en 3 h 21 min 17 s    |
| 2e                    | Theodore Yates          | Australie             | Navitas Satalyst Racing             | m.t                   |
| 3e                    | Angus Tobin             | Australie             | Search2retain-Health.com.au         | m.t                   |
| 4e                    | Hossein Nateghi         | Iran                  | Sepahan                             | m.t                   |
| 5e                    | Mahdi Sohrabi           | Iran                  | Tabriz Petrochemical                | m.t                   |
| 6e                    | Narankhuu Bat Erdene    | Mongolie              | Équipe nationale de Mongolie        | m.t                   |
| 7e                    | Afiq Huznie Othman      | Malaisie              | National Sports Council of Malaysia | m.t                   |
| 8e                    | Reza Hossaini           | Iran                  | Sepahan                             | m.t                   |
| 9e                    | Myagmarsuren Baasankhuu | Mongolie              | Équipe nationale de Mongolie        | m.t                   |
| 10e                   | Fatih Keleş             | Turquie               | Torku Şekerspor                     | m.t                   |
| modifier              |                         |                       |                                     |                       |

| Classement général | Classement général     | Classement général | Classement général   | Classement général  |
|                    | Coureur                | Pays               | Équipe               | Temps               |
| ------------------ | ---------------------- | ------------------ | -------------------- | ------------------- |
| 1er                | Aleksandr Chouchemoïne | Kazakhstan         | Vino 4-ever          | en 12 h 24 min 26 s |
| 2e                 | Hossein Askari         | Iran               | Pishgaman Giant      | + 47 s              |
| 3e                 | Samad Poor Seiedi      | Iran               | Tabriz Petrochemical | + 48 s              |
| 4e                 | Rahim Ememi            | Iran               | Pishgaman Giant      | + 52 s              |
| 5e                 | Khalil Khorshid        | Iran               | Tabriz Shahrdari     | + 54 s              |
| 6e                 | Ghader Mizbani         | Iran               | Tabriz Petrochemical | + 57 s              |
| 7e                 | Mahdi Sohrabi          | Iran               | Tabriz Petrochemical | + 1 min 12 s        |
| 8e                 | Amir Zargari           | Iran               | Pishgaman Giant      | + 1 min 19 s        |
| 9e                 | Arvin Moazemi          | Iran               | Pishgaman Giant      | + 1 min 19 s        |
| 10e                | Ramin Mehrabani        | Iran               | Pishgaman Giant      | + 1 min 20 s        |
| modifier           |                        |                    |                      |                     |

### 4eétape
| Classement de l'étape | Classement de l'étape | Classement de l'étape | Classement de l'étape | Classement de l'étape |
|                       | Coureur               | Pays                  | Équipe                | Temps                 |
| --------------------- | --------------------- | --------------------- | --------------------- | --------------------- |
| 1er                   | Hossein Askari        | Iran                  | Pishgaman Giant       | en 4 h 18 min 43 s    |
| 2e                    | Arvin Moazemi         | Iran                  | Pishgaman Giant       | + 0 s                 |
| 3e                    | Amir Zargari          | Iran                  | Pishgaman Giant       | + 8 s                 |
| 4e                    | Samad Poor Seiedi     | Iran                  | Tabriz Petrochemical  | + 8 s                 |
| 5e                    | Rahim Ememi           | Iran                  | Pishgaman Giant       | + 8 s                 |
| 6e                    | Ramin Mehrabani       | Iran                  | Pishgaman Giant       | + 8 s                 |
| 7e                    | Mahdi Sohrabi         | Iran                  | Tabriz Petrochemical  | + 1 min 8 s           |
| 8e                    | Behnam Maleki         | Iran                  | Tabriz Petrochemical  | + 1 min 8 s           |
| 9e                    | Ali Nemati            | Iran                  | Lvshan Landscape      | + 1 min 8 s           |
| 10e                   | Amir Kolahdozhagh     | Iran                  | Tabriz Petrochemical  | + 1 min 8 s           |
| modifier              |                       |                       |                       |                       |

| Classement général | Classement général     | Classement général | Classement général   | Classement général  |
|                    | Coureur                | Pays               | Équipe               | Temps               |
| ------------------ | ---------------------- | ------------------ | -------------------- | ------------------- |
| 1er                | Hossein Askari         | Iran               | Pishgaman Giant      | en 16 h 43 min 46 s |
| 2e                 | Samad Poor Seiedi      | Iran               | Tabriz Petrochemical | + 19 s              |
| 3e                 | Rahim Ememi            | Iran               | Pishgaman Giant      | + 23 s              |
| 4e                 | Arvin Moazemi          | Iran               | Pishgaman Giant      | + 36 s              |
| 5e                 | Amir Zargari           | Iran               | Pishgaman Giant      | + 46 s              |
| 6e                 | Ramin Mehrabani        | Iran               | Pishgaman Giant      | + 51 s              |
| 7e                 | Ghader Mizbani         | Iran               | Tabriz Petrochemical | + 1 min 28 s        |
| 8e                 | Amir Kolahdozhagh      | Iran               | Tabriz Petrochemical | + 1 min 51 s        |
| 9e                 | Mahdi Sohrabi          | Iran               | Tabriz Petrochemical | + 2 min 43 s        |
| 10e                | Aleksandr Chouchemoïne | Kazakhstan         | Vino 4-ever          | + 2 min 51 s        |
| modifier           |                        |                    |                      |                     |

### 5eétape
| Classement de l'étape | Classement de l'étape | Classement de l'étape | Classement de l'étape | Classement de l'étape |
|                       | Coureur               | Pays                  | Équipe                | Temps                 |
| --------------------- | --------------------- | --------------------- | --------------------- | --------------------- |
| 1er                   | Samad Poor Seiedi     | Iran                  | Tabriz Petrochemical  | en 4 h 30 min 23 s    |
| 2e                    | Amir Kolahdozhagh     | Iran                  | Tabriz Petrochemical  | + 3 min 18 s          |
| 3e                    | Ghader Mizbani        | Iran                  | Tabriz Petrochemical  | + 3 min 18 s          |
| 4e                    | Ramin Mehrabani       | Iran                  | Pishgaman Giant       | + 3 min 18 s          |
| 5e                    | Saeid Safarzadeh      | Iran                  | Tabriz Shahrdari      | + 3 min 23 s          |
| 6e                    | Rahim Ememi           | Iran                  | Pishgaman Giant       | + 3 min 23 s          |
| 7e                    | Ali Ashkbous          | Iran                  | Tabriz Shahrdari      | + 3 min 42 s          |
| 8e                    | Hossein Alizadeh      | Iran                  | Tabriz Shahrdari      | + 5 min 21 s          |
| 9e                    | Ali Nemati            | Iran                  | Lvshan Landscape      | + 6 min 53 s          |
| 10e                   | Amir Zargari          | Iran                  | Pishgaman Giant       | + 7 min 9 s           |
| modifier              |                       |                       |                       |                       |

| Classement général | Classement général | Classement général | Classement général   | Classement général  |
|                    | Coureur            | Pays               | Équipe               | Temps               |
| ------------------ | ------------------ | ------------------ | -------------------- | ------------------- |
| 1er                | Samad Poor Seiedi  | Iran               | Tabriz Petrochemical | en 21 h 14 min 18 s |
| 2e                 | Rahim Ememi        | Iran               | Pishgaman Giant      | + 3 min 57 s        |
| 3e                 | Ramin Mehrabani    | Iran               | Pishgaman Giant      | + 4 min 20 s        |
| 4e                 | Ghader Mizbani     | Iran               | Tabriz Petrochemical | + 4 min 33 s        |
| 5e                 | Amir Kolahdozhagh  | Iran               | Tabriz Petrochemical | + 4 min 54 s        |
| 6e                 | Hossein Askari     | Iran               | Pishgaman Giant      | + 7 min 31 s        |
| 7e                 | Saeid Safarzadeh   | Iran               | Tabriz Shahrdari     | + 7 min 44 s        |
| 8e                 | Amir Zargari       | Iran               | Pishgaman Giant      | + 7 min 46 s        |
| 9e                 | Khalil Khorshid    | Iran               | Tabriz Shahrdari     | + 11 min 16 s       |
| 10e                | Hossein Alizadeh   | Iran               | Tabriz Shahrdari     | + 11 min 17 s       |
| modifier           |                    |                    |                      |                     |

### 6eétape
| Classement de l'étape | Classement de l'étape   | Classement de l'étape | Classement de l'étape        | Classement de l'étape |
|                       | Coureur                 | Pays                  | Équipe                       | Temps                 |
| --------------------- | ----------------------- | --------------------- | ---------------------------- | --------------------- |
| 1er                   | Theodore Yates          | Australie             | Navitas Satalyst Racing      | en 2 h 36 min 8 s     |
| 2e                    | Angus Tobin             | Australie             | Search2retain-Health.com.au  | m.t                   |
| 3e                    | Vadim Galeyev           | Kazakhstan            | Vino 4-ever                  | m.t                   |
| 4e                    | Mahdi Sohrabi           | Iran                  | Tabriz Petrochemical         | m.t                   |
| 5e                    | Alistair Donohoe        | Australie             | Search2retain-Health.com.au  | m.t                   |
| 6e                    | Yevgeniy Gidich         | Kazakhstan            | Vino 4-ever                  | m.t                   |
| 7e                    | Nazir Jaser             | Syrie                 | Équipe nationale de Syrie    | m.t                   |
| 8e                    | Fatih Keleş             | Turquie               | Torku Şekerspor              | m.t                   |
| 9e                    | Ji Wen Low              | Singapour             | CCN                          | m.t                   |
| 10e                   | Myagmarsuren Baasankhuu | Mongolie              | Équipe nationale de Mongolie | m.t                   |
| modifier              |                         |                       |                              |                       |

## Classements finals

### Classement général final
| Classement général final | Classement général final | Classement général final | Classement général final | Classement général final |
|                          | Coureur                  | Pays                     | Équipe                   | Temps                    |
| ------------------------ | ------------------------ | ------------------------ | ------------------------ | ------------------------ |
| 1er                      | Samad Poor Seiedi        | Iran                     | Tabriz Petrochemical     | en 23 h 50 min 26 s      |
| 2e                       | Rahim Ememi              | Iran                     | Pishgaman Giant          | + 3 min 57 s             |
| 3e                       | Ramin Mehrabani          | Iran                     | Pishgaman Giant          | + 4 min 20 s             |
| 4e                       | Ghader Mizbani           | Iran                     | Tabriz Petrochemical     | + 4 min 33 s             |
| 5e                       | Amir Kolahdozhagh        | Iran                     | Tabriz Petrochemical     | + 4 min 54 s             |
| 6e                       | Hossein Askari           | Iran                     | Pishgaman Giant          | + 7 min 30 s             |
| 7e                       | Saeid Safarzadeh         | Iran                     | Tabriz Shahrdari         | + 7 min 42 s             |
| 8e                       | Amir Zargari             | Iran                     | Pishgaman Giant          | + 7 min 43 s             |
| 9e                       | Khalil Khorshid          | Iran                     | Tabriz Shahrdari         | + 11 min 16 s            |
| 10e                      | Hossein Alizadeh         | Iran                     | Tabriz Shahrdari         | + 11 min 17 s            |
| modifier                 |                          |                          |                          |                          |

### Classements annexes
| Classement par points | Classement par points  | Classement par points | Classement par points | Classement par points |
| --------------------- | ---------------------- | --------------------- | --------------------- | --------------------- |
|                       | Coureur                | Pays                  | Équipe                | Point(s)              |
| 1er                   | Hossein Askari         | Iran                  | Pishgaman Giant       | 11 points             |
| 2e                    | Samad Poor Seiedi      | Iran                  | Tabriz Petrochemical  | 10 pts                |
| 3e                    | Aleksandr Chouchemoïne | Kazakhstan            | Vino 4-ever           | 8 pts                 |
| modifier              |                        |                       |                       |                       |

| Classement de la montagne | Classement de la montagne | Classement de la montagne | Classement de la montagne | Classement de la montagne |
| ------------------------- | ------------------------- | ------------------------- | ------------------------- | ------------------------- |
|                           | Coureur                   | Pays                      | Équipe                    | Point(s)                  |
| 1er                       | Saeid Safarzadeh          | Iran                      | Tabriz Shahrdari          | 41 points                 |
| 2e                        | Hossein Jahanbanian       | Iran                      | Tabriz Shahrdari          | 28 pts                    |
| 3e                        | Samad Poor Seiedi         | Iran                      | Tabriz Petrochemical      | 27 pts                    |
| modifier                  |                           |                           |                           |                           |

| Classement du meilleur Asiatique | Classement du meilleur Asiatique | Classement du meilleur Asiatique | Classement du meilleur Asiatique | Classement du meilleur Asiatique |
|                                  | Coureur                          | Pays                             | Équipe                           | Temps                            |
| -------------------------------- | -------------------------------- | -------------------------------- | -------------------------------- | -------------------------------- |
| 1er                              | Samad Poor Seiedi                | Iran                             | Tabriz Petrochemical             | en 23 h 50 min 26 s              |
| 2e                               | Rahim Ememi                      | Iran                             | Pishgaman Giant                  | + 3 min 57 s                     |
| 3e                               | Ramin Mehrabani                  | Iran                             | Pishgaman Giant                  | + 4 min 20 s                     |
| modifier                         |                                  |                                  |                                  |                                  |

| Classement par équipes | Classement par équipes | Classement par équipes | Classement par équipes |
|                        | Équipe                 | Pays                   | Temps                  |
| ---------------------- | ---------------------- | ---------------------- | ---------------------- |
| 1re                    | Tabriz Petrochemical   | Iran                   | en 71 h 41 min 9 s     |
| 2e                     | Pishgaman Giant        | Iran                   | + 4 min 56 s           |
| 3e                     | Tabriz Shahrdari       | Iran                   | + 11 min 5 s           |
| modifier               |                        |                        |                        |

### UCI Asia Tour
Ce Tour d'Iran - Azerbaïdjan attribue des points pour l'UCI Asia Tour 2015, par équipes seulement aux coureurs des équipes continentales professionnelles et continentales, individuellement à tous les coureurs sauf ceux faisant partie d'une équipe ayant un label WorldTeam.
| Position,          | 1er | 2e | 3e | 4e | 5e | 6e | 7e | 8e | 9e | 10e | 11e | 12e |
| Classement général | 80  | 56 | 32 | 24 | 20 | 16 | 12 | 8  | 7  | 6   | 5   | 3   |
| Par étape          | 16  | 11 | 6  | 5  | 4  | 2  |    |    |    |     |     |     |
| Leader, par étape  | 8   |    |    |    |    |    |    |    |    |     |     |     |

| Cycliste               | Équipe                       | Général | Étape | Leader | Total |
| ---------------------- | ---------------------------- | ------- | ----- | ------ | ----- |
| Samad Poor Seiedi      | Tabriz Petrochemical         | 80      | 36    | 8      | 124   |
| Rahim Ememi            | Pishgaman Giant              | 56      | 10    | -      | 66    |
| Hossein Askari         | Pishgaman Giant              | 16      | 22    | 8      | 46    |
| Aleksandr Chouchemoïne | Vino 4-ever                  | -       | 16    | 24     | 40    |
| Ramin Mehrabani        | Pishgaman Giant              | 32      | 7     | -      | 39    |
| Ghader Mizbani         | Tabriz Petrochemical         | 24      | 8     | -      | 32    |
| Saeid Safarzadeh       | Tabriz Shahrdari             | 12      | 20    | -      | 32    |
| Amir Kolahdozhagh      | Tabriz Petrochemical         | 20      | 11    | -      | 31    |
| Theodore Yates         | Navitas Satalyst Racing      | -       | 27    | -      | 27    |
| Mahdi Sohrabi          | Tabriz Petrochemical         | -       | 20    | -      | 20    |
| Angus Tobin            | Search2retain-Health.com.au  | -       | 17    | -      | 17    |
| İsmail Akşoy           | Torku Şekerspor              | -       | 16    | -      | 16    |
| Amir Zargari           | Pishgaman Giant              | 8       | 8     | -      | 16    |
| Hossein Nateghi        | Sepahan                      | -       | 13    | -      | 13    |
| Khalil Khorshid        | Tabriz Shahrdari             | 7       | 5     | -      | 12    |
| Arvin Moazemi          | Pishgaman Giant              | -       | 11    | -      | 11    |
| Alistair Donohoe       | Search2retain-Health.com.au  | -       | 8     | -      | 8     |
| Hossein Alizadeh       | Tabriz Shahrdari             | 6       | -     | -      | 6     |
| Vadim Galeyev          | Vino 4-ever                  | -       | 6     | -      | 6     |
| Mohammad Gharehbaghi   | Lvshan Landscape             | 5       | -     | -      | 5     |
| Behnam Maleki          | Tabriz Petrochemical         | 3       | -     | -      | 3     |
| Narankhuu Bat Erdene   | Équipe nationale de Mongolie | -       | 2     | -      | 2     |
| Yevgeniy Gidich        | Vino 4-ever                  | -       | 2     | -      | 2     |

## Évolution des classements
| Étape              | Vainqueur              | Classement général     | Classement par points  | Classement de la montagne | Classement du meilleur Asiatique | Classement par équipes |
| ------------------ | ---------------------- | ---------------------- | ---------------------- | ------------------------- | -------------------------------- | ---------------------- |
| 1                  | Aleksandr Chouchemoïne | Aleksandr Chouchemoïne | Aleksandr Chouchemoïne | Mohsen Rahmani Beiragh    | Aleksandr Chouchemoïne           | Pishgaman Giant        |
| 2                  | Saeid Safarzadeh       | Aleksandr Chouchemoïne | Aleksandr Chouchemoïne | Saeid Safarzadeh          | Aleksandr Chouchemoïne           | Pishgaman Giant        |
| 3                  | İsmail Akşoy           | Aleksandr Chouchemoïne | Aleksandr Chouchemoïne | Saeid Safarzadeh          | Aleksandr Chouchemoïne           | Pishgaman Giant        |
| 4                  | Hossein Askari         | Hossein Askari         | Hossein Askari         | Saeid Safarzadeh          | Hossein Askari                   | Pishgaman Giant        |
| 5                  | Samad Poor Seiedi      | Samad Poor Seiedi      | Hossein Askari         | Saeid Safarzadeh          | Samad Poor Seiedi                | Tabriz Petrochemical   |
| 6                  | Theodore Yates         | Samad Poor Seiedi      | Hossein Askari         | Saeid Safarzadeh          | Samad Poor Seiedi                | Tabriz Petrochemical   |
| Classements finals | Classements finals     | Samad Poor Seiedi      | Hossein Askari         | Saeid Safarzadeh          | Samad Poor Seiedi                | Tabriz Petrochemical   |

## Liste des participants
- Liste de départ complète

| Légende                             | Légende                                                                                         | Légende                                    | Légende                                                                                                  |
| ----------------------------------- | ----------------------------------------------------------------------------------------------- | ------------------------------------------ | --- |
| Num                                 | Dossard de départ porté par le coureur sur ce Tour d'Iran - Azerbaïdjan                         | Pos                                        | Position finale au classement général                                                                    |
| Leader du classement général        | Indique le vainqueur du classement général                                                      | Leader du classement par points            | Indique le vainqueur du classement par points                                                            |
| Leader du classement de la montagne | Indique le vainqueur du classement de la montagne                                               | Leader du classement du meilleur Asiatique | Indique le vainqueur du classement du meilleur Asiatique                                                 |
| #                                   | Indique la meilleure équipe                                                                     | NP                                         | Indique un coureur qui n'a pas pris le départ d'une étape, suivi du numéro de l'étape où il s'est retiré |
| AB                                  | Indique un coureur qui n'a pas terminé une étape, suivi du numéro de l'étape où il s'est retiré | HD                                         | Indique un coureur qui a terminé une étape hors des délais, suivi du numéro de l'étape                   |
| DSQ                                 | Indique un coureur qui a été disqualifié de la course, suivi du numéro de l'étape               |                                            | |

| Tabriz Petrochemical # TPT | Tabriz Petrochemical # TPT  | Tabriz Petrochemical # TPT |
| -------------------------- | --------------------------- | -------------------------- |
| Num                        | Coureur                     | Pos                        |
| 1                          | Ghader Mizbani (IRI)        | 4e                         |
| 2                          | Samad Poor Seiedi (IRI)     | 1er                        |
| 3                          | Amir Kolahdozhagh (IRI)     | 5e                         |
| 4                          | Mahdi Sohrabi (IRI)         | 19e                        |
| 5                          | Behnam Maleki (IRI) (Route) | 12e                        |
| 6                          | Ali Khademi (IRI)           | AB-2                       |
| Directeur sportif : ?      |                             |                            |

| Pishgaman Giant PKY   | Pishgaman Giant PKY   | Pishgaman Giant PKY |
| --------------------- | --------------------- | ------------------- |
| Num                   | Coureur               | Pos                 |
| 11                    | Amir Zargari (IRI)    | 8e                  |
| 12                    | Hossein Askari (IRI)  | 6e                  |
| 13                    | Rahim Ememi (IRI)     | 2e                  |
| 14                    | Arvin Moazemi (IRI)   | 15e                 |
| 15                    | Ramin Mehrabani (IRI) | 3e                  |
| 16                    | Naser Rezavi (IRI)    | 36e                 |
| Directeur sportif : ? |                       |                     |

| Équipe nationale d'Arménie ARM | Équipe nationale d'Arménie ARM | Équipe nationale d'Arménie ARM |
| ------------------------------ | ------------------------------ | ------------------------------ |
| Num                            | Coureur                        | Pos                            |
| 21                             | Mher Mkrtchyan (ARM)           | 52e                            |
| 22                             |                                |                                |
| 23                             | Hrayr Hovhanisyan (ARM)        | AB-2                           |
| 24                             | Varsham Darbinyan (ARM)        | AB-1                           |
| 25                             | Andranik Margaryan (ARM)       | AB-2                           |
| 26                             | Davit Mkrtchyan (ARM)          | 57e                            |
| Directeur sportif : ?          |                                |                                |

| -                     | -       | -   |
| --------------------- | ------- | --- |
| Num                   | Coureur | Pos |
| 31                    |         |     |
| 32                    |         |     |
| 33                    |         |     |
| 34                    |         |     |
| 35                    |         |     |
| 36                    |         |     |
| Directeur sportif : ? |         |     |

| Équipe nationale de Géorgie GEO | Équipe nationale de Géorgie GEO | Équipe nationale de Géorgie GEO |
| ------------------------------- | ------------------------------- | ------------------------------- |
| Num                             | Coureur                         | Pos                             |
| 41                              | Giorgi Nareklishvili (GEO)      | 42e                             |
| 42                              | Beka Nareklishvili (GEO)        | AB-5                            |
| 43                              | Dimitri Khosiauri (GEO)         | AB-2                            |
| 44                              | Giorgi Suvadzoglu (GEO)         | 64e                             |
| 45                              | Mikheil Sanadze (GEO)           | AB-1                            |
| 46                              | Sandro Khutsishvili (GEO)       | AB-1                            |
| Directeur sportif : ?           |                                 |                                 |

| Équipe nationale d'Iran IRI | Équipe nationale d'Iran IRI | Équipe nationale d'Iran IRI |
| --------------------------- | --------------------------- | --------------------------- |
| Num                         | Coureur                     | Pos                         |
| 51                          | Mohammad Rajablou (IRI)     | 22e                         |
| 52                          | Mehdi Armoon (IRI)          | 39e                         |
| 53                          | Alireza Haghi (IRI)         | 21e                         |
| 54                          | Soheil Sattari (IRI)        | 54e                         |
| 55                          | Esmaeil Bagheri (IRI)       | 51e                         |
| 56                          | Dariush Esmaeilzadeh (IRI)  | DSQ-4                       |
| Directeur sportif : ?       |                             |                             |

| -                     | -       | -   |
| --------------------- | ------- | --- |
| Num                   | Coureur | Pos |
| 61                    |         |     |
| 62                    |         |     |
| 63                    |         |     |
| 64                    |         |     |
| 65                    |         |     |
| 66                    |         |     |
| Directeur sportif : ? |         |     |

| Équipe nationale de Mongolie MGL | Équipe nationale de Mongolie MGL | Équipe nationale de Mongolie MGL |
| -------------------------------- | -------------------------------- | -------------------------------- |
| Num                              | Coureur                          | Pos                              |
| 71                               |                                  |                                  |
| 72                               | Myagmarsuren Baasankhuu (MGL)    | 25e                              |
| 73                               | Jambaljamts Sainbayar (MGL)      | 49e                              |
| 74                               | Narankhuu Bat Erdene (MGL)       | AB-5                             |
| 75                               |                                  |                                  |
| 76                               | Bayanjargal Batsaikhan (MGL)     | AB-4                             |
| Directeur sportif : ?            |                                  |                                  |

| Équipe nationale de Syrie SYR | Équipe nationale de Syrie SYR | Équipe nationale de Syrie SYR |
| ----------------------------- | ----------------------------- | ----------------------------- |
| Num                           | Coureur                       | Pos                           |
| 81                            | Yalmaz Habash (SYR)           | 46e                           |
| 82                            | Nazir Jaser (SYR)             | 29e                           |
| 83                            | Hazem Hussain (SYR)           | 63e                           |
| 84                            | Ali Ali (SYR)                 | HD-5                          |
| 85                            | Omar Alhalabe (SYR)           | DSQ-4                         |
| 86                            | Fadwan Alnwiser (SYR)         | 58e                           |
| Directeur sportif : ?         |                               |                               |

| -                     | -       | -   |
| --------------------- | ------- | --- |
| Num                   | Coureur | Pos |
| 91                    |         |     |
| 92                    |         |     |
| 93                    |         |     |
| 94                    |         |     |
| 95                    |         |     |
| 96                    |         |     |
| Directeur sportif : ? |         |     |

| AC Sparta Praha ASP   | AC Sparta Praha ASP  | AC Sparta Praha ASP |
| --------------------- | -------------------- | ------------------- |
| Num                   | Coureur              | Pos                 |
| 101                   | Marin Cerveika (CZE) | 45e                 |
| 102                   | Jindrich Dlask (CZE) | NP-5                |
| 103                   | Jiří Nesveda (CZE)   | HD-5                |
| 104                   | Jan Stöhr (CZE)      | 24e                 |
| 105                   | Pavel Stöhr (CZE)    | 18e                 |
| 106                   | Jakub Honzik (CZE)   | NP-5                |
| Directeur sportif : ? |                      |                     |

| CCN                   | CCN                     | CCN  |
| --------------------- | ----------------------- | ---- |
| Num                   | Coureur                 | Pos  |
| 111                   | Lex Nederlof (NED)      | 30e  |
| 112                   | Ariya Phounsavath (LAO) | 44e  |
| 113                   |                         |      |
| 114                   | Ji Wen Low (SIN)        | 55e  |
| 115                   |                         |      |
| 116                   | Hari Fitrianto (INA)    | AB-3 |
| Directeur sportif : ? |                         |      |

| Lvshan Landscape LSL  | Lvshan Landscape LSL       | Lvshan Landscape LSL |
| --------------------- | -------------------------- | -------------------- |
| Num                   | Coureur                    | Pos                  |
| 121                   | Ali Nemati (IRI)           | AB-6                 |
| 122                   | Shahram Hassanpour (IRI)   | AB-1                 |
| 123                   | Siros Hashemzadeh (IRI)    | 28e                  |
| 124                   |                            |                      |
| 125                   | Mohammad Gharehbaghi (IRI) | 11e                  |
| 126                   |                            |                      |
| Directeur sportif : ? |                            |                      |

| Navitas Satalyst Racing NSR | Navitas Satalyst Racing NSR | Navitas Satalyst Racing NSR |
| --------------------------- | --------------------------- | --------------------------- |
| Num                         | Coureur                     | Pos                         |
| 131                         | Theodore Yates (AUS)        | 37e                         |
| 132                         | Kane Walker (AUS)           | 65e                         |
| 133                         | Joel Strachan (AUS)         | HD-5                        |
| 134                         | Timothy Sellar (AUS)        | HD-5                        |
| 135                         | Mitchell Cooper (AUS)       | 48e                         |
| 136                         | Jonathan Bolton (AUS)       | 40e                         |
| Directeur sportif : ?       |                             |                             |

| National Sports Council of Malaysia NSC | National Sports Council of Malaysia NSC | National Sports Council of Malaysia NSC |
| --------------------------------------- | --------------------------------------- | --------------------------------------- |
| Num                                     | Coureur                                 | Pos                                     |
| 141                                     | Afiq Huznie Othman (MAS)                | HD-5                                    |
| 142                                     | Mohamad Farid Razali (MAS)              | AB-5                                    |
| 143                                     | Nik Mohd Azwan Zulkifle (MAS)           | AB-6                                    |
| 144                                     | Amir Rusli (MAS)                        | 61e                                     |
| 145                                     |                                         |                                         |
| 146                                     | Muhamad Zawawi Azman (MAS)              | AB-4                                    |
| Directeur sportif : ?                   |                                         |                                         |

| -                     | -       | -   |
| --------------------- | ------- | --- |
| Num                   | Coureur | Pos |
| 151                   |         |     |
| 152                   |         |     |
| 153                   |         |     |
| 154                   |         |     |
| 155                   |         |     |
| 156                   |         |     |
| Directeur sportif : ? |         |     |

| Search2retain-Health.com.au STR | Search2retain-Health.com.au STR | Search2retain-Health.com.au STR |
| ------------------------------- | ------------------------------- | ------------------------------- |
| Num                             | Coureur                         | Pos                             |
| 161                             | Alder Martz (USA)               | 59e                             |
| 162                             | Alistair Donohoe (AUS)          | 26e                             |
| 163                             | Oliver Kent-Spark (AUS)         | 34e                             |
| 164                             | Stuart Shaw (AUS)               | 35e                             |
| 165                             | Angus Tobin (AUS)               | 62e                             |
| 166                             | Michael Rice (AUS)              | AB-3                            |
| Directeur sportif : ?           |                                 |                                 |

| Sepahan PTS           | Sepahan PTS                  | Sepahan PTS |
| --------------------- | ---------------------------- | ----------- |
| Num                   | Coureur                      | Pos         |
| 171                   | Esmail Chaichi (IRI)         | AB-4        |
| 172                   | Davoad Foroughi (IRI)        | 31e         |
| 173                   | Sajjad Hashemi (IRI)         | AB-3        |
| 174                   | Reza Hossaini (IRI)          | 23e         |
| 175                   | Mohsen Rahmani Beiragh (IRI) | 33e         |
| 176                   | Hossein Nateghi (IRI)        | HD-5        |
| Directeur sportif : ? |                              |             |

| Tabriz Shahrdari TST  | Tabriz Shahrdari TST      | Tabriz Shahrdari TST |
| --------------------- | ------------------------- | -------------------- |
| Num                   | Coureur                   | Pos                  |
| 181                   | Hossein Alizadeh (IRI)    | 10e                  |
| 182                   | Alireza Asgharzadeh (IRI) | 43e                  |
| 183                   | Saeid Safarzadeh (IRI)    | 7e                   |
| 184                   | Hossein Jahanbanian (IRI) | 16e                  |
| 185                   | Khalil Khorshid (IRI)     | 9e                   |
| 186                   | Ali Ashkbous (IRI)        | 14e                  |
| Directeur sportif : ? |                           |                      |

| Terengganu TSG        | Terengganu TSG                             | Terengganu TSG |
| --------------------- | ------------------------------------------ | -------------- |
| Num                   | Coureur                                    | Pos            |
| 191                   | Anuar Manam (MAS)                          | AB-4           |
| 192                   | Nur Amirul Fakhruddin Mazuki (MAS) (Route) | HD-5           |
| 193                   | Adiq Husainie Othman (MAS)                 | AB-4           |
| 194                   | Anwar Azis Muhd Shaiful (MAS)              | AB-4           |
| 195                   | Mohd Zamri Saleh (MAS)                     | 56e            |
| 196                   | Harrif Salleh (MAS)                        | AB-6           |
| Directeur sportif : ? |                                            |                |

| Torku Şekerspor TRK   | Torku Şekerspor TRK          | Torku Şekerspor TRK |
| --------------------- | ---------------------------- | ------------------- |
| Num                   | Coureur                      | Pos                 |
| 201                   | Bekir Baki Akırşan (TUR)     | 20e                 |
| 202                   | İsmail Akşoy (TUR)           | DSQ-6               |
| 203                   | Fatih Keleş (TUR)            | 17e                 |
| 204                   | Miraç Kal (TUR)              | 27e                 |
| 205                   | Rasim Reis (TUR)             | 47e                 |
| 206                   | Feritcan Şamlı (TUR) (Route) | 53e                 |
| Directeur sportif : ? |                              |                     |

| Vino 4-ever V4E       | Vino 4-ever V4E              | Vino 4-ever V4E |
| --------------------- | ---------------------------- | --------------- |
| Num                   | Coureur                      | Pos             |
| 211                   | Aleksandr Chouchemoïne (KAZ) | 13e             |
| 212                   | Stepan Astafyev (KAZ)        | 41e             |
| 213                   | Yevgeniy Gidich (KAZ)        | 32e             |
| 214                   | Zhandos Bizhigitov (KAZ)     | 38e             |
| 215                   | Alexey Voloshin (KAZ)        | 50e             |
| 216                   | Vadim Galeyev (KAZ)          | 60e             |
| Directeur sportif : ? |                              |                 |